# 日立市立本山小学校
日立市立本山小学校（ひたちしりつ もとやましょうがっこう）は、茨城県日立市に存在した、広大な敷地を抱えたマンモス小学校であった。1944年には36学級、児童数が2,349人であった。日立市立大雄院小学校と共に、日立鉱山の子弟の小学校教育にあたった。
鉱山の閉鎖による児童数激減にあたり、1978年に廃校。日立市立仲町小学校へ統合された。廃校後、校舎はあかさわ山荘として利用されたが2012年に取り壊され、2025年5月現在、体育館の建物だけが残る。

## 沿革
- 1906年（明治39年） - 日立尋常小学校（宮田小の前身）の分教場が設置される。
- 1907年（明治40年） - 日立鉱山尋常小学校として独立。
- 1978年（昭和53年） - 閉校。

## アクセス
- JR常磐線 日立駅から茨城交通バス東河内行き「あかさわ山荘入口」バス停下車。